# 石井隆之 (教育者)
石井 隆之（いしい たかゆき、1956年11月27日- ）は、日本の英語教育者。ハロー通訳アカデミー大阪校校長、大阪外語専門学校通訳ガイド科学科長、武庫川大女子大学・京都橘女子大学・摂南大学非常勤講師、近畿大学経済学部教授・同大学総合社会学部教授を歴任。近畿大学名誉教授。一般社団法人高等教育国際基準協会代表理事、言語文化学会会長、通訳ガイド研究会会長。理論言語学・社会言語学・神道や仏教を中心とした日本文化論を専門とする。

## 経歴
大阪府生まれ。現在は大阪府枚方市在住。奈良教育大学教育学部在学中に、通訳案内業国家資格（現在の全国通訳案内士）の資格試験に合格。1980年で大学卒業後、ハロー語学センター（現在のハロー通訳アカデミー）で通訳ガイド科講師、フジテックで貿易実務および技術翻訳、大阪外語専門学校で専任講師を勤める。1991年、駿台予備校や河合塾で英語講師を勤める傍ら、筑波大学大学院教育研究科修士課程へ進学。1994年に修了、修士（教育学）。日本文化体験交流塾会員理事。

## 理想の英語教師像と「虚往実帰」
石井は、英語教師の理想像について「TEACHER」の頭文字を用いて、以下のように述べている。
①Translator＝訳者　（翻訳ができる人：英語と日本語の架け橋的な存在）
②Entertainer＝役者　（学ぶ者を楽しませる人：授業はおもしろく）
③Astrologer＝易者　（学ぶ者の未来が分かる人：生徒の相談に乗ることも必要）
④Caretaker＝侍者　（学ぶ者を手助けする人：生徒に寄り添う姿勢が大切）
⑤Holy person=聖者　（清い心をもって仕事をこなす人：教師はよく聖職と言われる）
⑥Enthusiast＝猛者　（情熱をもって仕事をこなす人：熱心に教え、同時に楽しむこと）
⑦Researcher＝学者　（教える内容に対して探求心を持つ人：勉強と研究を愛する人）

また、教育者としての座右の銘は「虚往実帰」と述べている。これは、空海が師である恵果和尚について「空しい状態で恵果和尚のもとへ訪れた人が、心を充実させて帰っていく」様子を述べた言葉で、教育者として学生が充実した気持ちで教室を後にするような授業を心掛けてきた、という。

## 著書

### TOEIC 学習書
- 『TOEIC Test リスニング徹底攻略』 （ベレ出版）
- 『TOEIC TEST これ一冊で730点突破』　（明日香出版社）
- 『TOEIC TEST 990 点満点 英文法』 （明日香出版社）
- 『TOEIC TEST 990 点満点 英単語』 （明日香出版社）
- 『TOEIC TEST 990 点満点 完璧対策』 (明日香出版社）
- 『TOEIC TEST 単語・イディオム 1000』（三修社）
- 『TOEIC テスト 完全無欠の英文法: 730～800点突破！』 （実務教育出版）
- 『TOEIC テスト 完全無欠の英単語: 730～800点突破！』 （実務教育出版）
- 『新TOEIC　テスト　攻略法がわかる！』　（実務教育出版）
- 『新TOEIC テスト　文法＆単語がわかる問題集』　（実務教育出版）
- （監修） 『TOEIC テストためす！ダブル模試』 （実務教育出版）
- （共著） 『とれる！ TOEIC テスト 500』 （マクミランランゲージハウス）
- （共著） 『とれる！ TOEIC テスト 730』 （マクミランランゲージハウス）
- （共著） 『とれる！ TOEIC テスト 860』 （マクミランランゲージハウス）
- （共著） 『とれる！ TOEIC テスト 990』 （マクミランランゲージハウス）
- （監修） 『新TOEIC TEST 730点攻略コンプリートマスター』（三修社）

### TOEIC 型大学教科書
- （共著） 『TOEIC テストリスニング入門』 （三修社）
- （共著） 『ストーリーで学ぶ TOEIC テストBasic』 （三修社）
- （共著） 『ストーリーで学ぶ TOEIC テスト』 （三修社）
- （共著） 『ストーリーで学ぶ TOEIC テストBOOK 2』 （三修社）
- （共著） 『3 段階形式で学べる TOEIC 総合対策』 （松柏社）
- （共著） 『基礎から学ぶ TOEIC 総合演習』 （金星堂）
- （共著） 『TOEICテスト基礎演習』 （マクミランランゲージハウス）
- （共著） 『TOEICテスト初級講座』 （マクミランランゲージハウス）
- （共著） 『TOEICテスト・スコアアップ500』　（マクミランランゲージハウス）
- （共著） 『TOEICテスト・スコアアップ600』　（マクミランランゲージハウス）
- （共著） 『TOEICテストリーディング基礎演習』 （英宝社）
- （共著） 『TOEICテストトータル演習』　（成美堂）

### 英文法・構文
- 『英文法急所総攻撃』 (明日香出版社）
- 『はじめからやり直す英文法』 （実務教育出版）
- 『とことんマスター英文法』 （三修社）
- 『前置詞マスター教本』 （ベレ出版）
- 『冠詞マスター教本』 （ベレ出版）
- 『英語構文マスター教本』 (ベレ出版）

### ライティング
- 『英文レポートの書き方とすぐに使える例文集』 （ベレ出版）
- 『英語 Stylebook ライティング 308 の法則』 （明日香出版社）
- 『英語スタイルブック　ライティングの表記ルール辞典』（クロスメディア・ランゲージ）

## スピーキング
- 『論理的に話すための基本英語表現』 （ベレ出版）
- 『国際会議・スピーチ・研究発表の英語表現』 （ベレ出版）
- 『意見・考えを論理的に述べる英語表現集』（ベレ出版）
- 『日本の都道府県の知識と英語を身につける』（ベレ出版）
- 『面接の英語』（三修社）

など